# 红场镇
23°07′N 116°19′E / 23.117°N 116.317°E
红场镇是中国广东省汕头市潮南区所辖的一个镇，位于潮南区南部、大南山腹地，属典型山地丘陵区，全镇总面积85.3平方公里。共3.16万人口，下辖27个村委会。該鎮是广东省的革命老区，境內有大南山石刻革命标语红宫红场，為广东省文物保护单位，也是此鎮之命名緣由。红场镇原名石船，因镇内有一大石形如石船而得名，1961年改今名。

## 行政区划
苏林、苏明、四溪、佳鸡、金埔、潘岱、叠石、尖峰、高桂、大溪坝、大陂、丰厝、虎白坟、中村、老村、后田、蔡肥、铁蜂胡、大輋、审者、水头、水美、虎空、林招、仙田、伍田、巫字

## 交通
- 揭惠高速公路
- 235省道司神公路
- 061县道